# Фаррер, Клод
Клод Фаррер (псевдоним; настоящее имя Фредерик Шарль Эдуар Баргон; 1876—1957) — французский писатель, лауреат Гонкуровской премии (1905) за роман «Цвет цивилизации».

## Жизнеописание
Фредерик Шарль Баргон учился в лицеях Марселя и Тулона. Взяв пример со своего отца — полковника колониальной пехоты, в 1894 году он поступил в Военно-морскую академию в Бресте. В 1897 его посылают на Дальний Восток, где в октябре того же года и в феврале-марте 1899 он находился в Сайгоне. На борту кораблей «Вобан», а позже «Декарт» будущий писатель посетил Ханой и Хайфон. В 1899 году он стал лейтенантом флота, в 1906 году — капитан-лейтенантом, а в 1918 году — капитаном третьего ранга. Во время Первой мировой войны был ранен при артиллерийском обстреле. 
Дебютировал как писатель сборником новелл «Дым опиума» (1904). В 1905 году как молодой писатель получил Гонкуровскую премию за роман «Цивилизованные» (рус. пер. под названием «Цвет цивилизации», 1909). В этом романе идеализировал французских колонизаторов, допуская разоблачительные интонации лишь в изображении откровенно порочных и корыстных дельцов.

Мы узнали, что контрминоносцем «Лейтенант Борри» командовал известный и весьма изысканный французский писатель-моряк Клод Фаррер, автор книги «В чаду опиума».— Паустовский К. Г. Время больших ожиданий.
Набравшись впечатлений и приобретя опыт в путешествиях, располагая богатым материалом, стал уделять писательству больше времени. В 1919 году ушёл в отставку, чтобы полностью посвятить себя литературному труду. В этом же году женился на Анриэтте Рожер. 
К его литературному наследию принадлежат приключенческие, фантастические и детективные произведения, путевые записки и эссе на международную тематику. Клод Фаррер дружил с Пьером Луисом и Виктором Сегаленом и очень высоко ценил Пьера Лоти. Заинтересовавшись Турцией, с 1902 года он побывал в ней одиннадцать раз. Интересовала писателя также Япония, которой он посвятил роман «Битва», или «Душа Востока» (фр. La Bataille, 1909), события которого происходят на фоне Цусимского сражения. В 1938 году японское правительство пригласило его, как независимого автора, посетить страну. Оттуда Фаррер отправился в Китай, Корею и Маньчжурское государство. Был награждён японским орденом Священного Сокровища второй степени.
Известен как автор нескольких рассказов фантастического жанра из сборника «Другой берег», напечатанных в журнале «Fiction», который выходил в 1953—1990 годах. В 1906 он опубликовал детектив «Человек-убийца» (с иллюстрациями Шарля Атамяна), в котором убийцей оказывается сам рассказчик, главный герой произведения. С такой находкой он на двадцать лет опередил Агату Кристи.
Поддерживал кемалистское движение во время Турецкой войны за независимость, но в начале 1920-х годов разочаровался в нём из-за авторитарной и шовинистической политики Мустафы Кемаля Ататюрка. Это отражено в его произведении «Воскресшая Турция» (фр. Turquie ressuscitée) (1930).
В период между двумя мировыми войнами сотрудничал с редакцией газеты «Факел» (Le Flambeau) — органом фашистской организации «Огненные кресты» (Croix-de-feu).
В 1933 году записался добровольцем во Французский комитет защиты преследуемой еврейской интеллигенции и призвал французское правительство хорошо принимать евреев-беженцев из Германии «во имя великодушия» и в качестве ответа на шаги Германии, предоставившей приют французским гугенотам после отмены Нантского эдикта.

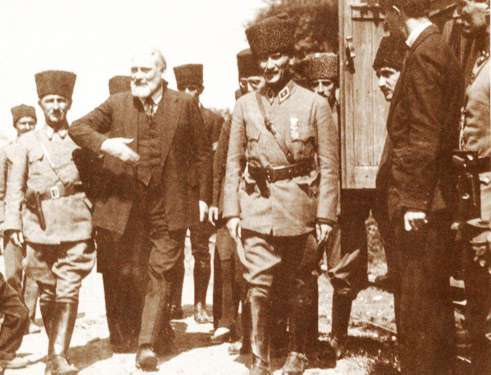
Встреча Клода Фаррера и Мустафы Кемаля Ататюрка в Измите 18 июня 1922 года.

6 мая 1932 на открытии книжной ярмарке в Париже, стоя между президентом Полем Думером и его убийцей — русским эмигрантом Павлом Горгуловым, был ранен двумя пулями в руку.
В 1934 году опубликовал «Историю Военно-морского флота Франции», в которой, в частности, утверждал, что об отечественном военно-морском флоте обычно заботилась лишь образованная элита вроде кардинала Ришельё, которую редко когда поддерживало общественное мнение, и что самые сокрушительные поражения (начало Столетней войны, Людовик XIV, Наполеон) Франция потерпела главным образом из-за слабости военно-морских сил.
Избран был членом Французской академии 28 марта 1935 года, в тот же день, что и Андре Бельсор и Жак Бенвиль. С преимуществом в пять голосов победил соперника — Поля Клоделя и заменил Жана-Луи Барту в 28 кресле. Причём за всю историю этой академии второй раз (после Пьера Лоти) в неё вступил моряк. Перед этим дважды терпел неудачи — в 1927 от Эмиля Маля в гонке за кресло Ришпена и в 1928 от Мориса Палеолога в гонке за кресло Жоннара.
После Второй мировой войны вступил в Ассоциацию защиты памяти маршала Филиппа Петена.
Являлся председателем Союза писателей-комбатантов. По инициативе этой организации в 1959 году учреждена литературная Премия имени Клода Фаррера. Её назначают ежегодно на съезде союза за «роман с воображением» писателям, которые «до сих пор не получили ни одной большой литературной премии».
Интересовался авиацией, был членом авиаклуба.

## Связи с Россией
Жена Фаррера актриса Генриэтта Роже до революции играла в Михайловском театре в Петрограде, и у супругов было немало знакомых среди русских эмигрантов, включая Ф. И. Шаляпина и А. И. Куприна. О Шаляпине Фаррер оставил воспоминания.

## Память
В честь Фаррера названа улица в Лионе. 
В связи с тем, что писатель активно поддерживал турецкое национально-освободительное движение, в его честь названа улица Klodfarer Caddesi в Стамбульском районе Фатих, неподалёку от мечети Султанахмет.
Как отмечал А. Любищев, в своем талантливом романе «Человек, который убил» Фаррер проводил мысль, что армянские погромы турок – это их самозащита от богатеющих, размножающихся и все время укрепляющих в Турции свою культурную и экономическую роль армян.